# 郁達夫
郁達夫（いく たつふ/いく たっふ/いく たっぷ、拼音：Yù Dá-fū、1896年12月7日 - 1945年9月17日）は、浙江省富陽県出身の中国の近代の小説家、文章家、詩人。達夫は字で、本名は郁文 (いく ぶん)。

## 経歴

### 幼年・学生時代
郁達夫は本名を郁文といい、浙江省富陽県満洲街(現在の達夫街)のインテリ一家の三男(郁家19世)として生まれた。(長兄 郁華、次兄 郁浩) 3歳の時に父が亡くなり、家が貧しくなったが7歳の時に塾に入り、9歳の時には賦詩を作るようになった。また、富陽県立高等小学に学び、之江大学予科に進学し、杭府中学に入学した（徐志と同学年である）。1913年長兄の郁華に従って、日本に留学した。ここまでの郁達夫の生活は、自伝「わが夢わが青春」に詳しく描かれている 。旧第八高等学校（名古屋大学の前身）に入学 。1919年11月東京帝国大学経済学部にも入学し、1922年卒業し、帰国した。経済を学びながらも、文学活動を続け、留学期間中多くの外国の小説を読んだ。中でもロシアやドイツの小説を多く読んだ。1921年には、日本に留学している郭沫若、成仿吾、張資平、鄭伯奇と共に文学グループ「創造社」を組織した。この年から小説を書き始めている。同年9月、帰国し『創造季刊』の出版準備を行う間に安慶法政専門学校英文科主任を担当した。同年10月15日、短編小説集『沈淪』を出版した。内容は、日本留学時に日本の女性に恋したことが主題になっている。主人公の孤独、性の問題、中国の矛盾を描き出し、複雑な心理を描写しつつも内容は複雑になっており、国内の文壇に大きな影響を与えた。出版されてから不道徳であると非難を浴びたが、周作人からのすぐれた芸術作品であるという弁護にますます作品の名を高めた。1922年、日本に行き卒業試験に参加、同年3月末に卒業し経済学士の学位を獲得する。10年もの留学生活を終え故郷に帰国、変わらず安慶で教員を勤めた。
郁達夫は20数歳で肺結核を患っている。
中国人として中国を侵略した日本をひどく恨んでいたが、一方で日本人女性は中国人女性よりもはるかに素晴らしいと述べ、ふくよかな日本女性に童貞を捧げている。

### 帰国後の文芸と文教活動
- 1922年 - 帰国後、安慶法政専門学校で英語を教えるが、翌年に辞職。3月に『創造季刊』主編第1期を創刊。
- 1923年 - 5月、『創造周報』を創刊。7月、小説『春風沈酔の夜』を発表。10月、 北京大学の講師になり、統計学を教える。
- 1924年 - 国立武昌師範大学に赴き、教師になったが同年11月に辞職した。
- 1925年 - 雑誌『洪水』を立ち上げる。
- 1926年 - 郭沫若達と広州中山大学文学院に就職するも、その年末に辞職している。
- 1930年 - 左翼作家連盟が上海で結成され、創始会員となるが、しばらくして退会する。この年、安徽大学中文系の教授になるが、わずか四ヶ月で退職している。
- 1933年 - 上海をへて、杭州に転居する。
- 1934年 - 浙江省政府の参議になる。
- 1935年 - 『中国新文学大系』散文2集の主編となる。 11月に中編小説『出奔』を発表。これが郁達夫最後の一篇小説となる[4]。
- 1936年 - 友人である福建省首席陳儀の要請に応えて、福建省政府参議兼公報室主任となる。同年11月13日、日本を訪問。12月17日、帰国の途中に台湾を訪れ、楊雲萍、黄得時など文化人と会見する。

### 日中戦争時代
日中戦争時代初期、郁達夫は『福建民報』の副主編であった。1938年に家族を連れて武漢に移り、政治部設計主任、中華全国文芸界抗敵協会常務理事に任命された。徐州に赴き、軍を慰労し各地の前線に赴いている。同年末、家族と共に南洋（東南アジア）に移り抗日を宣伝した。
1938年12月にシンガポールに移り、『星洲日報』の文芸副刊『晨星』、『星洲晩報』の文芸副刊『星光画報』の文芸版主編に任じられた。文化芸術活動に熱心であり、当時シンガポールに足を泊めていた画家の徐悲鴻、劉海粟、音楽家の任光経と常に親しくしていた。
郁達夫は星洲日報に務めている三年ほどで、400編以上の抗日の論文を発表している。後に台湾の学者秦賢次の手により『郁達夫南洋随筆』、『郁達夫抗戦文録』の二冊の本にまとめられた。（台北：洪範書店、1978）
1940年、郁達夫は「新加坡南洋学会」の創建人の一人となる。
1941年末、太平洋戦争が勃発すると、郁達夫も「星華文化界戦時工作団」の団長、「華僑抗敵動員委員会」の執行委員になり、「星洲華僑義勇軍」を組織する。しかし日本軍によってシンガポール陥落後、郁達夫もスマトラに避難する。

### 死亡の状況
1942年6月初めにスマトラ西部の都市パヤクンブ(Payakumbuh)に逃れ、「趙廉」と名乗り華僑蔡承達宅に滞在して酒造工場を手伝った。この地で唯一日本語を解する華僑として日本憲兵隊の通訳を務めたことから、給金を受け取っていなかったものの、周囲の人々には日本軍の協力者だと見られることとなった。しかし、その立場を利用してインドネシア人や華僑を保護することもあった。
1945年、日本軍は彼が郁達夫であることを認識した。日本降伏後のある夜、郁達夫は突然失踪するが日本憲兵隊に殺されたとも、抗日戦線に「漢奸」として秘密裏に処刑されたともいわれているものの今なお謎とされている。鈴木正夫も、郁達夫は日本憲兵隊によって殺害されたとするが（『スマトラの郁達夫』）、関与した日本憲兵の資料を公開していないため、学界では定説として認められるに至っていない。
1952年、中華人民共和国中央人民政府は、郁達夫のことを「革命烈士（中国語: 革命烈士）」として追認した。1983年6月20日、中華人民共和国民政部は「革命烈士証書」を授けた。

## 文学
郁達夫の文学は日本文学の影響をすこぶる受けている。特に彼が当時の現代日本の小説家の中で最も崇拝している作家として佐藤春夫を挙げ、郁達夫の「沈淪」は佐藤春夫の「田園の憂鬱」から大きな示唆を得たという意見もある。それにより、日本の批評家も彼の作品に高い関心を持っている。大江健三郎は、郁達夫を「アジア現代主義の先駆」であるとしている。

### 小説

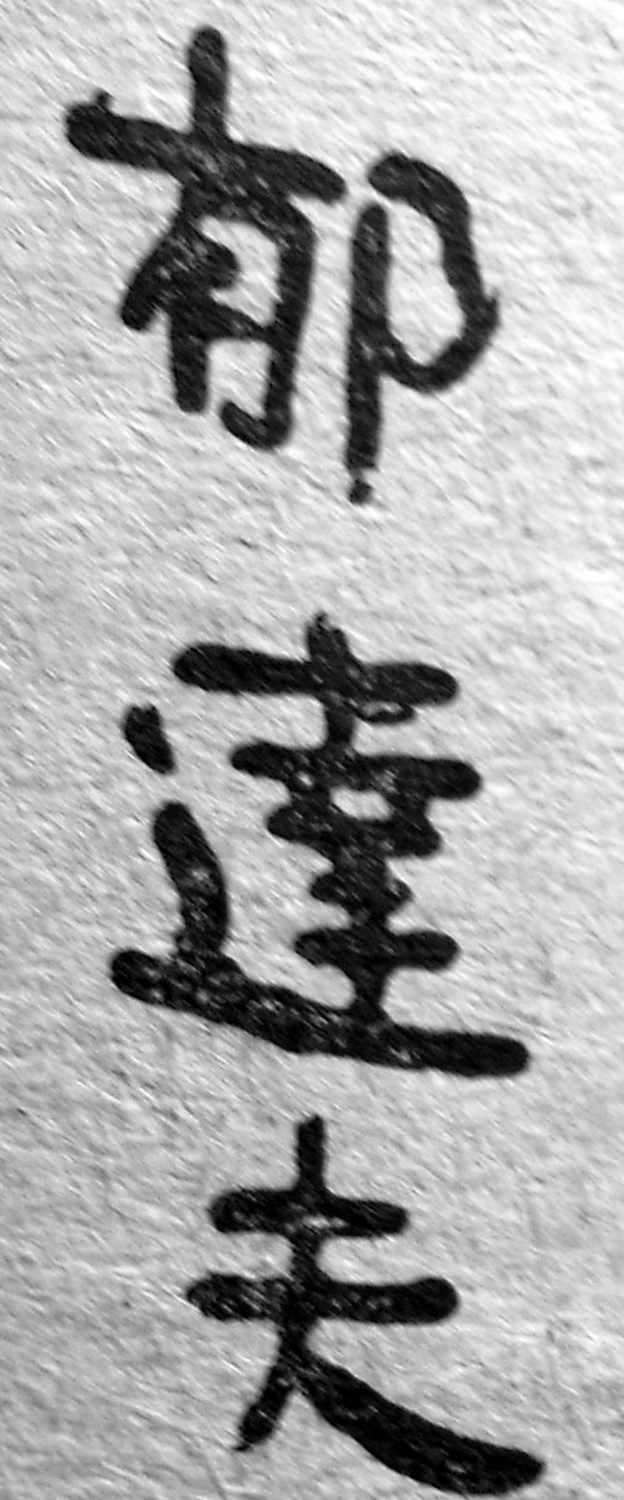
郁達夫の署名

郁達夫の小説は、初期のものは大部分が自己の身世に取材したもので、感傷と頽廃の色が濃い。「過去」がそののぼりつめた頂点に位する作品である。これらのなかには、暗黒な現実に対する激しい憤りをぶちまけたもの、労働人民に対する同情を示したものもあるが、結局傍観者的な同情と自己の無力への自嘲に終わっている。「春風沈酔の夜」はそれらの中で最も成功した一編である 。
「沈淪」は郁達夫の初期の短編小説であり、最も有名なものである。出版されたとき、当時の文壇を震撼させた。日本に滞在する一留学生の性の苦悶から、国家の惰弱の悲哀を著述している。この小説は、郁達夫自身をモデルにしており、日本の「私小説」の風格を帯びている。
著名な小説
- 「銀灰色の死」
- 「沈淪」
- 「南遷」
- 「蔦蘿行」
- 「春風沈酔の夜」
- 「過去」
- 「離散の前」
- 「薄奠」
- 「遅桂花」

### 散文
郁達夫はまた、「旅行記」、「散文」、「政治批評」、「文学評論」など多くを著述している。その中で、旅行記の風景描写は有名である。
著名な散文
- 「ある文学青年に与える公開状」
- 「光慈の晩年」
- 「杭州の八月」
- 「故都の秋」
- 「寂寞たる春の朝」
- 「春愁」
- 「江南の冬景色」
- 「風雨茅廬に記す」
- 「四十歲の志摩を懐かしむ」
- 「魯迅を懐かしむ」

著名な旅行記
- 「釣台の春晝」
- 「西溪の晴雨」
- 「超山の梅花」
- 「馬六甲旅行記」

### 日記
郁達夫は中国新文学史上、初めて、在世註に日記を出版した作家である。特に「日記九種」は王映霞との恋愛の私生活を赤裸々に書いたものであり、読者やマスコミから大変注目された。
- 「日記九種」
- 「蕪城日記」
- 「回程日記」
- 「滄州日記」（1932年10月6日—10月13日）
- 「水明楼日記」（1932年10月14日—11月10日）
- 「梅雨日記」（1935年6月24日—7月27日）
- 「秋霖日記」（1935年9月1日—9月20日）
- 「鼕餘日記」

### 漢詩
郁達夫は1910年より旧体詩を作っており、すこぶる有名である。王映霞と不和になった後、この事情を「毀家詩記」に組詩で明らかにしている。詩が十九首、詞が一首である。台湾の作家・劉心皇が編纂した『郁達夫詩詞彙編全集』（台北：台湾商務、1982）がある。

### 翻訳
郁達夫は英語、ドイツ語、日本語の三種の外国語に堪能で、少なからぬ翻訳がある。

## 周囲からの批評

### 同年代からの批評
茅盾は「沈淪」の主人公の性格についての描写を評価する一方で、作者が自序で述べた霊と肉体の衝突の描写は失敗だったと批判している。周作人も、郁達夫の『沈淪』を語る前に「背徳の文学」の問題について語り、人は郁達夫の小説を「背徳の文学」と批判するが、道徳の名を借りて文芸を批判することはしてほしくない、と『沈淪』を擁護した。
茅盾、周作人の二人の批評から見ても、当時の中国では「背徳の文学」は忌避されてきたことが窺える。郁達夫が「背徳の文学」を執筆するにあたり、日本留学で得た知識や感性が少なからず反映されている。

### 後世の批評
佐藤一郎も郁達夫の作品について、「郁達夫はきわめて特異で貴重な存在だった。彼は感傷と頽廃という作品の性格を活かし人間の弱さを追求して、世間の偽善家族達に突きつけたと語る一方、郁の文学は政治的世界に適応できなかった小市民文学である」と述べている。阿部幸夫も、「『沈淪』から『出奔』まで一貫して暗い中国社会への叛逆、祖国愛の限りなき熱情を秘めた叛逆を胸に抱いていた。惜しいことは、彼は問題を「人の善意」のみで解決しようとしたことだ。だから郁達夫は最後までこの暗い現実をどう吹き飛ばしたらいいのか見当もつかず、出口を求めて放浪を続けねばならなかったのである」と述べた。
この二人の批評から見ることが出来るのは、「背徳の文学」が禁忌であるかどうかよりも左翼文学者としての郁達夫の文学を通して批判していることだからである。

## 家庭

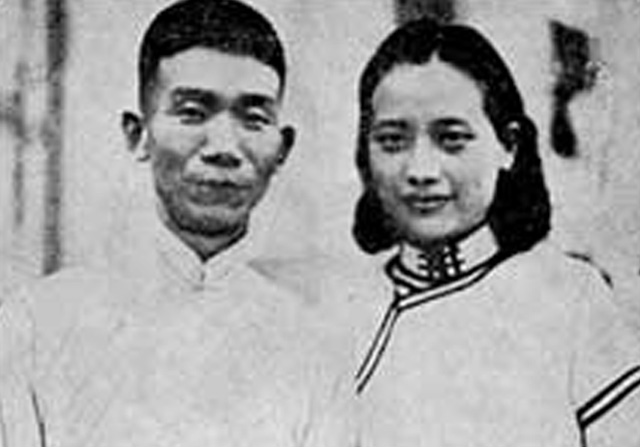
郁達夫と王映霞。

郁達夫は三度結婚しており、十一人の子供がいる。
1917年8月28日、母の命により孫荃と婚約する。孫荃（1897年10月16日―1978年3月29日）はもともと孫蘭坡といい、字は潜媞であり浙江省富陽県の出身。1917年10月16日以後、名を孫荃と改め、字を蘭坡とした。郁達夫に「某の為に字を改めて蘭坡と曰い、名を改めて荃を曰う」と題する七言絶句がある。婚約後、郁達夫は先に日本に留学した。1920年、正式に結婚し二男二女がいた：龍児（長男、夭折 中国語:龙儿 1922-1926）、黎民（長女 元の名:潔民 幼名:文児 1925-2020）、天民（次男 1926-1987）、正民（次女 1927-2002）。
1927年1月14日、郁達夫は杭州の人である王映霞と知り合った。王映霞（1908年1月25日―2000年2月5日）はもとの姓を金といい、幼いときの名前は金鎖といい、学名を金宝琴といった。大体13歳の時、母方の祖父の養女となり、名を王旭と改め映霞と号した。後にこの映霞を名前とし、この年の6月5日に郁達夫と王の両人は婚約して孫荃と別居した。翌年の3月中旬頃、二人は上海で結婚し四男一女を育てた：飛（幼名:陽春 1928-2014）、静子（夭折、1929年11月―1931年？）、雲（幼名:殿春 1931年3月17日-2013年）、亮（幼名:耀春 1933年5月-1935年）、荀（幼名:建春、1936-）。1938年7月4日、王映霞は出奔した。郁達夫は三通の恋文を見つけ、王映霞が既に浙江省の役人許紹棣と密通していたことを知った。翌年、二人は正式に離婚した。郁達夫は、「毀家詩紀」の中でこの事件を詳細に記している。
郁達夫に「下堂妾王氏改嫁前之遺留品（離婚した王氏の結婚時の遺留品）」という一編の詩がある。
鳳去臺空夜漸長、挑燈時展嫁衣裳、
愁教曉日穿金縷、故鏽重幃護玉堂。
碧落有星爛昂宿、殘宵無夢到横塘、
武昌舊是傷心地、望阻侯門更斷腸。
その他にも、「賀新郎」の一種がある。
憂患餘生矣，縱齊傾錢塘潮水，奇羞難洗。欲返江東無面目，曳尾塗中當死。恥説與，衝門墻茨。親見桑中遺芍藥，假作痴聾耳。姑忍辱，毋多事。
匈奴未滅家何恃？且由他，鶯鶯燕燕，私歡彌子。留取呉鉤拚大敵，寶劍豈能輕試？殲小醜，自然容易。別有戴天仇恨在，國倘亡，妻妾寧非妓？先逐寇，再驅雉。
郁達夫はスマトラに住んでいるときに1943年9月15日にその土地の華僑の娘 何麗有(1921-1991)と結婚し、一男一女をもうけている：大雅（幼子 1944-）、美蘭（幼女 1945-）

## その他の資料
畢華流（原名呉漢源，英文名：Christopher，1961年7月14日－）の小説に、同名の登場人物が居る。
現在、杭州には郁達夫が住んでいた旧宅が保存されている(住所:杭州大学路場官路63号)ここは1933年4月、郁達夫が国民党の政治的迫害を逃れて上海から一家を挙げて杭州に移ってきた時に住んだ場所でもある。
その他、郁達夫公園内に郁達夫故居(浙江省杭州富阳区富春街144号)、杭州市富阳区郁达夫中学(文豪校区)、杭州市富阳区郁达夫中学(达夫校区)などがある。

## 伝記映画
- チェリー・ブラッサム（1988年、香港、演：霍達華(青年期)、チョウ・ユンファ(中年期)）

## 関連文献
- 楊麗雅「郁達夫の日本論」『文学研究論集』第10巻、筑波大学比較・理論文学会、1993年3月、137-150頁、CRID 1050282677535245952、hdl:2241/14140、ISSN 0915-8944。
- 王麗麗「郁達夫の日本観」『宮城学院女子大学大学院人文学会誌』第9号、仙台 : 宮城学院女子大学大学院、2008年3月、63-73頁、CRID 1520290883447734784、doi:10.24729/00010170、ISSN 18801145。
- 李麗君「日本における郁達夫研究 : 鈴木正夫氏の研究を例に」『言語文化論究』第29巻、九州大学大学院言語文化研究院、2012年10月、113-129頁、CRID 1390009224763971200、doi:10.15017/25668、hdl:2324/25668、ISSN 13410032。